# Kommunističeskij
Kommunističeskij (in russo Коммунистический?) è un insediamento di tipo urbano della Russia siberiana occidentale situato nel distretto Sovetskij del Circondario Autonomo degli Chanty-Mansi.
Si trova 62 km a nord-est dal centro amministrativo di Sovetskij.